# 7,5 cm FK 18
75-мм польова гармата FK 18 (нім. 7,5-cm-leichte Feldkanone 18) — німецька 75-мм польова гармата, що використовувалася за роки Другої світової війни вермахтом. Гармата була розроблена на основі 77-мм польової гармати зразка 1916 року часів Першої світової війни.

## Опис
У 1930-х роках рейхсвер постав перед проблемою заміни застарілих 77-мм гармат Feldkanone 16 більш сучасними, полегшеними модифікаціями. Приблизно в 1930 році компанії Krupp і Rheinmetall попросили надати свої проєкти новітніх гармат. У той час великі частини польової артилерії не були моторизовані, і рейхсверу не вистачало засобів для нарощування засобів моторизації, тому була реалізована конструкція з використанням кінної тяги. Лише в 1939 році було прийнято рішення про використання конструкції Круппа. На початок війни 1 вересня 1939 року в Сухопутних військах вермахту перебувало 20 гармат. У лютому 1941 року виробництво офіційно припинилося після випуску 124 гармат. Виробнича ціна артилерійської системи становила 20 400 райхсмарок. Гармати цього типу перебували на озброєнні артилерійського полку кавалерійської дивізії.
Аналогічні 10,5 cm leFH 18 противідкатні пристрої гармати були типовими для німецьких гармат: гідравлічне гальмо відкату було поміщене в колисці під стволом, а гідропневматичний накатник — в циліндрі над стволом.

## Боєприпаси
Зброя мала роздільно-гільзове заряджання, до нього покладалися три метальні заряди, що розміщувалися в латунній гільзі довжиною 260 мм і діаметром фланця 91,7 мм. Заряд № 3 являв собою пакет № 1 і двох пучків № 2 і 3, крім того, для кумулятивного снаряда був спеціальний заряд у гільзі.
| Номенклатура боєприпасів    |                 |             |                 |            |
| Тип                         | Позначення      | Довжина, мм | Вага снаряда, г | Вага ВР, г |
| Осколково-фугасний (НЕ)     | K. Gr. rot.     | 343         | 5830            | 480+32     |
| Кумулятивний (HEAT)         | 7,5 cm Gr. 38   | 284         | 4400            | 540        |
| Бронебійно-трасуючий (AP-T) | K. Gr. rot. Pz. | 305         | 6800            | 80         |
| Димовий                     | K. Gr. rot. Nb. | 345         | 6200            | 65         |

## Зброя схожа за ТТХ та часом застосування
- 80-мм польова гармата M.17
- 8-см польова гармата М.5
- 75-мм гармата F.R.C Modèle 1935
- 75-мм гармата 75/27 modello 11
- 75-мм гармата 75/32 modello 37
- 76-мм протитанкова гармата Reșița Model 1943
- 76-мм дивізійна гармата зразка 1902 року
- 75-мм польова гармата FK 16 nA
- 75-мм польова гармата зразка 1897 року
- 75-мм польова гармата modèle 1914 Schneider
- 75-мм гаубиця M116
- 76-мм гармата M1897 на лафеті M2
- 75-мм польова гармата Тип 38
- 75-мм польова гармата Тип 90